# دبلیودبلیوئی ۲کی۲۲
دبلیودبلیوئی ۲کی۲۲ (به انگلیسی: WWE 2K22) یک بازی ویدئویی شبیه‌سازی کشتی حرفه‌ای است که با همکاری دو شرکت ویژوال کانسپت و دیگری یوکس توسعه یافته‌است و توسط شرکت ۲کی اسپورتز عرضه شده‌است. تاریخ عرضه بازی در ۱۱ مارس ۲۰۲۲ و برای مایکروسافت ویندوز، پلی‌استیشن ۴، پلی‌استیشن ۵، اکس‌باکس وان، و اکس‌باکس سری اکس/اس در سراسر جهان بود. این بازی عملکرد بسیار خوبی در طراحی چهرهای سوپر استارها داشته و همچنین عملکرد خوبی در گرافیک، محیط و گیم پلی داشته و نکته قابل توجه اینکه  این نسخه  نسبت به نسخه قبلی باک بسیار کمتری دارد.